# Йордан Тодоров
Вижте пояснителната страница за други личности с името Тодоров.
Йордан Вълков Тодоров е български футболист, десен защитник/полузащитник, изпробван и като дефанзивен халф. Роден на 27 юли 1981 г. в Пловдив. Футболист на Монтана от юни 2015 г. Тодоров има 9 мача и 2 гола за националния отбор на България.

## Успехи
- Шампион на България с ЦСКА за 2003, 2005 и 2008.
- Подгласник за най-добър млад играч за 2003
- Носител на Суперкупата на България за 2008 с ЦСКА.
- Носител на Купата на България за 2006 с ЦСКА.

## Статистика по сезони
- Марица (Пловдив) – 1997/98 - Б група, 12 мача/1 гол
- Марица (Пловдив) – 1998/99 - Б група, 22/2
- Марица (Пловдив) – 1999/00 - Б група, 20/3
- Черноморец (Бс) – 2000/01 - A група, 11/1
- Черноморец (Бс) – 2001/02 - A група, 32/5
- Черноморец (Бс) – 2002/ес. - A група, 13/3
- ЦСКА (София) – 2003/пр. - A група, 10/1
- ЦСКА (София) – 2003/04 - A група, 27/0
- ЦСКА (София) – 2004/05 - A група, 28/5
- ЦСКА (София) – 2005/06 - A група, 28/3
- ЦСКА (София) – 2006/07 - A група, 25/3
- ЦСКА (София) – 2007/08 - A група, 26/1
- ЦСКА (София) – 2008/09 - A група, 27/9
- ЦСКА (София) – 2009/ес. - A група, 12/3
- Локомотив (Пд) – 2010/пр. - A група, 13/5
- Стяуа (Букурещ) – 2010/ес. - Лига 1, 0/0
- Миньор (Перник) – 2010/ес. - A група, 11/2
- Локомотив (Пд) – 2011/пр. - A група, 15/0
- Локомотив (Пд) – 2011/12 - A група, 25/2
- Пансерайкос – 2012/13 – Втора лига, 34/3
- Локомотив (Пд) – 2013/14 - A група, 35/1
- Локомотив (Сф) – 2014/15 - A група, 23/2